# ラスティスラフ・ベリチャク
ラスティスラフ・ベリチャク（スロバキア語: Rastislav Beličák、1977年11月9日 - ）は、スロバキアのサッカー選手。ポジションはDF。

## 経歴
MFKコシツェのユース出身でその後2004年にマレーシアのトレンガヌFAに移籍。翌2005年にはスロバキアに戻りFKスラヴォイ・トレビショヴ、MFKゼムプリーン・ミハロフツェに在籍した。2008年にシンガポールのゲイラン・ユナイテッドFCに移籍。
2008年4月11日にはジャラン・ベサール・スタジアムで行われたタンピネス・ローバースFC戦でMoMを受賞。5月12日のシンガポール・カップ、スーパーレッズFC戦で初得点を決め延長戦に縺れ込んだもののクラブは敗北した。